# Horario del este de América del Norte

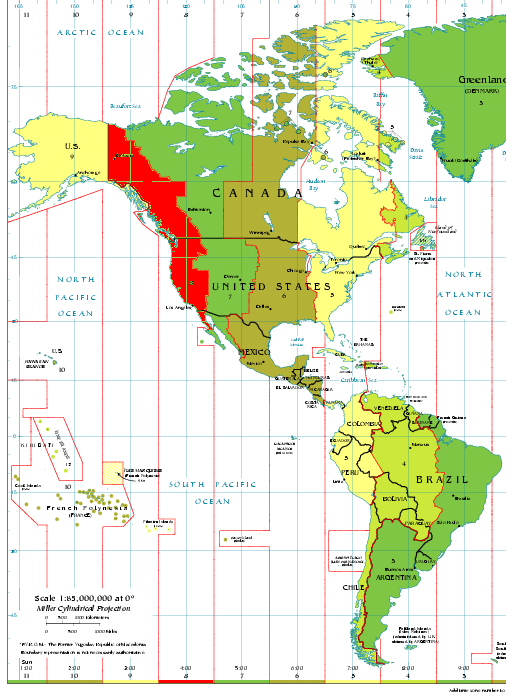
(Derecha) Tiempo del Atlántico.

La hora del este (ET), así llamada en referencia a la costa este de los Estados Unidos de América, corresponde al uso horario oficial que cubre la costa oriental de América del Norte y la costa oeste de América del Sur. Su tiempo oficial respecto al tiempo universal coordinado (UTC) es UTC−5, y en horario de verano, UTC−4. La hora  está basada en el tiempo solar medio de 75 grados de meridiano oeste del Observatorio de Greenwich. 
En Estados Unidos y Canadá, este huso horario es generalmente llamado Eastern Time (tiempo del este). Particularmente, es la hora oficial de la zona este (EST, siglas en inglés de Eastern Standard Time) cuando se está en invierno, y horario de verano del este (EDT, siglas en inglés de Eastern Daylight Time) cuando comienza el horario de verano. La Ley de Tiempo Uniforme de 1966 en Estados Unidos establece que EDT comenzase el último domingo de abril, a partir de 1966 en la mayor parte del país. EST sería reinstituido nuevamente el último domingo de octubre. En 1986, el EDT fue modificado para empezar el primer domingo de abril. La Ley de Política Energética de 2005 amplió el horario de verano en los Estados Unidos a partir de 2007. La hora local cambia en 02:00 EST a 03:00 EDT en el segundo domingo de marzo y regresa a su horario original el primer domingo en noviembre al modificarse de 02:00 EDT a 01:00 EST. En Canadá, se sigue el mismo procedimiento que en los Estados Unidos.

## Uso

### América del Norte

#### Canadá
En Canadá, las siguientes provincias y territorios forman parte del tiempo del este: 
- Ontario (excluyendo áreas al oeste de Thunder Bay pero incluyendo a Atikokan)
- Quebec (excluyendo el extremo oriente de Côte-Nord y las islas de la Magdalena)
- Centro-este de Nunavut (incluyendo parte de la península de Melville y la mayor parte de Ellesmere e isla de Baffin, incluyendo Iqaluit; la isla de Southampton no aplica el DST)

#### Estados Unidos
En Estados Unidos, los siguientes estados forman parte del tiempo del este en su totalidad:
| - Carolina del Norte - Carolina del Sur - Connecticut - Delaware - Distrito de Columbia - Florida - Georgia | - Míchigan - Maine - Maryland - Massachusetts - Nueva Jersey - Nueva York - Nuevo Hampshire | - Ohio - Pensilvania - Rhode Island - Vermont - Virginia - Virginia Occidental |

#### México
Quintana Roo: Desde el miércoles 23 de diciembre de 1981 al domingo 2 de agosto de 1998 se había utilizado este huso horario. En 2012 el senado avala para que Quintana Roo retorne al horario del este. El 1 de febrero de 2015 el estado adopta formalmente este huso horario.

### Centroamérica
- Panamá

### Antillas
- Jamaica (UTC-5 todo el año)
- Haití (En invierno UTC-5)
- República Dominicana (UTC-4 todo el año)
- Cuba (En invierno UTC-5)
- Bahamas (En invierno UTC-5)
- Puerto Rico (UTC-4 todo el año)

No todos los países del Caribe aplican el horario de verano. La mayor parte de los países del este del Caribe forman parte de la zona con tiempo UTC−4, que es conocido en América del Norte como Tiempo del Atlántico, equivalente a EDT (Eastern Daylight Time) y a una hora más de EST (Eastern Standard Time).

### América del Sur
- Colombia
- Ecuador (excepto Galápagos)
- Perú
- Brasil (solo estado de Acre)